# Línia evolutiva d'Oddish
Aquesta línia evolutiva de Pokémon inclou Oddish, Gloom, Vileplume i Bellossom.

## Oddish
Oddish és una de les espècies que apareixen a la franquícia Pokémon. És de tipus planta i verí i evoluciona a Gloom.
Durant el dia enterra la seva cara a terra. Ronda a la nit plantant les seves llavors.

## Gloom
Gloom és una de les espècies que apareixen a la franquícia Pokémon. És de tipus planta i verí i evoluciona d'Oddish. Evoluciona a Vileplume o Bellossom.

## Vileplume
Vileplume és una de les espècies que apareixen a la franquícia Pokémon. És de tipus planta i verí i evoluciona de Gloom.

## Bellossom
Bellossom és una de les espècies que apareixen a la franquícia Pokémon. És de tipus planta i evoluciona de Gloom.